# 1972年の西鉄ライオンズ
1972年の西鉄ライオンズでは、1972年の西鉄ライオンズの動向をまとめる。
この年の西鉄ライオンズは、稲尾和久監督の3年目のシーズンだったが、シーズン終了後、太平洋クラブが運営会社の福岡野球のスポンサーになる形での身売りが決定する。

## 概要
1969年のシーズン終盤に発覚した黒い霧事件以後、チーム成績の低迷を続けた西鉄は3年連続で最下位に終わった。「黒い霧事件」の影響で2年連続最下位とすっかり落ち込んだライオンズ、それでも前年オフ、ドラフト会議に漏れた加藤初を競合の末獲得し、少しは期待が持てたものの、シーズン初頭に木本元敬オーナーが「今後、球団をやっていけそうにもない」と発言、ライオンズの身売りが表面化した。混乱の中で始まったシーズンは、ルーキー加藤の活躍があったものの相も変わらぬ低迷状態が続き、終わってみれば3年連続最下位。個人成績も加藤の「新人王」が目立つ程度で、309.2イニングを投げたエースの東尾修は25敗で2年連続最多敗戦投手。打撃陣も基満男が初の3割打者となった以外は、ロッテオリオンズから移籍の榎本喜八も振るわず、貧打に喘いだ。
シーズン終盤から西鉄は、ロッテオリオンズオーナー・中村長芳に球団譲渡先の仲介を依頼するなど、球団売却へ動き出し、10月16日にはペプシコーラに依頼するも同月18日に破談、ライオンズ絶体絶命となる。しかし、10月28日に中村がロッテを辞職して設立した「福岡野球」へ買収される形で球団売却が成立、平和相互銀行の事実上子会社でレジャー会社太平洋クラブがスポンサーとなり、「太平洋クラブライオンズ」が誕生、球団はなんとか存続するも、1951年以来続いた「西鉄ライオンズ」は終焉となった（ただし、ライオンズのニックネームは現在も残っている）。この年、加藤博一が念願の一軍昇格を果たしたが、太平洋時代は不遇で、才能が開花したのは移籍先の阪神タイガースだった。

## チーム成績

### レギュラーシーズン
| 1 | 遊 | 菊川昭二郎 |
| 2 | 二 | 基満男     |
| 3 | 一 | 榎本喜八   |
| 4 | 左 | 東田正義   |
| 5 | 右 | 竹之内雅史 |
| 6 | 中 | ポインター |
| 7 | 三 | 伊原春樹   |
| 8 | 捕 | 片岡新之介 |
| 9 | 投 | 高橋明     |

| 順位 | 4月終了時 | 4月終了時 | 5月終了時 | 5月終了時 | 6月終了時 | 6月終了時 | 7月終了時 | 7月終了時 | 8月終了時 | 8月終了時 | 9月終了時 | 9月終了時 | 最終成績 | 最終成績 |
| ---- | --------- | --------- | --------- | --------- | --------- | --------- | --------- | --------- | --------- | --------- | --------- | --------- | -------- | -------- |
| 1位  | 南海      | --        | 阪急      | --        | 阪急      | --        | 阪急      | --        | 阪急      | --        | 阪急      | --        | 阪急     | --       |
| 2位  | 阪急      | 0.5       | 南海      | 3.0       | 南海      | 7.0       | 南海      | 6.5       | 南海      | 13.0      | 南海      | 13.0      | 近鉄     | 14.0     |
| 3位  | 近鉄      | 1.5       | 東映      | 4.5       | 東映      | 8.5       | 東映      | 11.5      | 東映      | 16.0      | 東映      | 15.0      | 南海     | 14.0     |
| 4位  | ロッテ    | 2.0       | 近鉄      | 7.5       | ロッテ    | 8.5       | ロッテ    | 12.5      | ロッテ    | 17.0      | 近鉄      | 15.0      | 東映     | 15.0     |
| 5位  | 東映      | 3.0       | ロッテ    | 8.5       | 近鉄      | 14.5      | 近鉄      | 13.5      | 近鉄      | 20.5      | ロッテ    | 16.0      | ロッテ   | 20.5     |
| 6位  | 西鉄      | 5.0       | 西鉄      | 12.5      | 西鉄      | 20.5      | 西鉄      | 22.0      | 西鉄      | 26.5      | 西鉄      | 31.0      | 西鉄     | 32.5     |

| 順位 | 球団             | 勝 | 敗 | 分 | 勝率  | 差   |
| 1位  | 阪急ブレーブス   | 80 | 48 | 2  | .625  | 優勝 |
| 2位  | 近鉄バファローズ | 64 | 60 | 6  | .5161 | 14.0 |
| 3位  | 南海ホークス     | 65 | 61 | 4  | .5159 | 14.0 |
| 4位  | 東映フライヤーズ | 63 | 61 | 6  | .508  | 15.0 |
| 5位  | ロッテオリオンズ | 59 | 68 | 3  | .465  | 20.5 |
| 6位  | 西鉄ライオンズ   | 47 | 80 | 3  | .370  | 32.5 |

## オールスターゲーム1972
| ファン投票 | 監督推薦             |
| ---------- | -------------------- |
| 東田正義   | 東尾修 加藤初 基満男 |

## できごと
- 10月16日 - 西鉄ライオンズの譲渡先を請け負っていたロッテオリオンズオーナー・中村長芳、飲料水メーカー・ペプシコーラ（日本ペプシコ＝現：サントリー）に依頼するも、2日後の18日、ペプシコーラは買収を断念。
- 10月28日 - 中村長芳、ロッテオリオンズオーナーを辞職し、西鉄ライオンズ球団（西鉄野球株式会社）を買収。「福岡野球株式会社」に社名を変更。レジャー会社・太平洋クラブをスポンサーにつける。新球団「太平洋クラブライオンズ」誕生。

## 表彰選手
| リーグ・リーダー | リーグ・リーダー |
| 選手名           | タイトル         |
| ---------------- | ---------------- |
| 加藤初           | 新人王           |

| ベストナイン                 | ベストナイン | ベストナイン |
| 選手名                       | ポジション   | 回数         |
| ---------------------------- | ------------ | ------------ |
| 基満男                       | 二塁手       | 初受賞       |
| ダイヤモンドグラブ賞（新設） |              |              |
| 選出なし                     |              |              |

## ドラフト
| 順位 | 選手名   | ポジション | 所属           | 結果 |
| ---- | -------- | ---------- | -------------- | ---- |
| 1位  | 中島弘美 | 投手       | 八代第一高     | 入団 |
| 2位  | 山口富夫 | 投手       | 三協精機       | 入団 |
| 3位  | 真弓明信 | 内野手     | 電電九州       | 入団 |
| 4位  | 久木山亮 | 投手       | 川内実業高     | 入団 |
| 5位  | 上林成行 | 投手       | クラレ岡山     | 拒否 |
| 6位  | 加藤敏彦 | 投手       | 日本楽器       | 拒否 |
| 7位  | 中川信秀 | 内野手     | 津久見高       | 入団 |
| 8位  | 貞山健源 | 投手       | 別府鶴見丘高   | 入団 |
| 9位  | 待井昇   | 外野手     | 日本大学第三高 | 入団 |
| 10位 | 金城致勲 | 投手       | 生野工業高     | 入団 |